# Ochotska havet

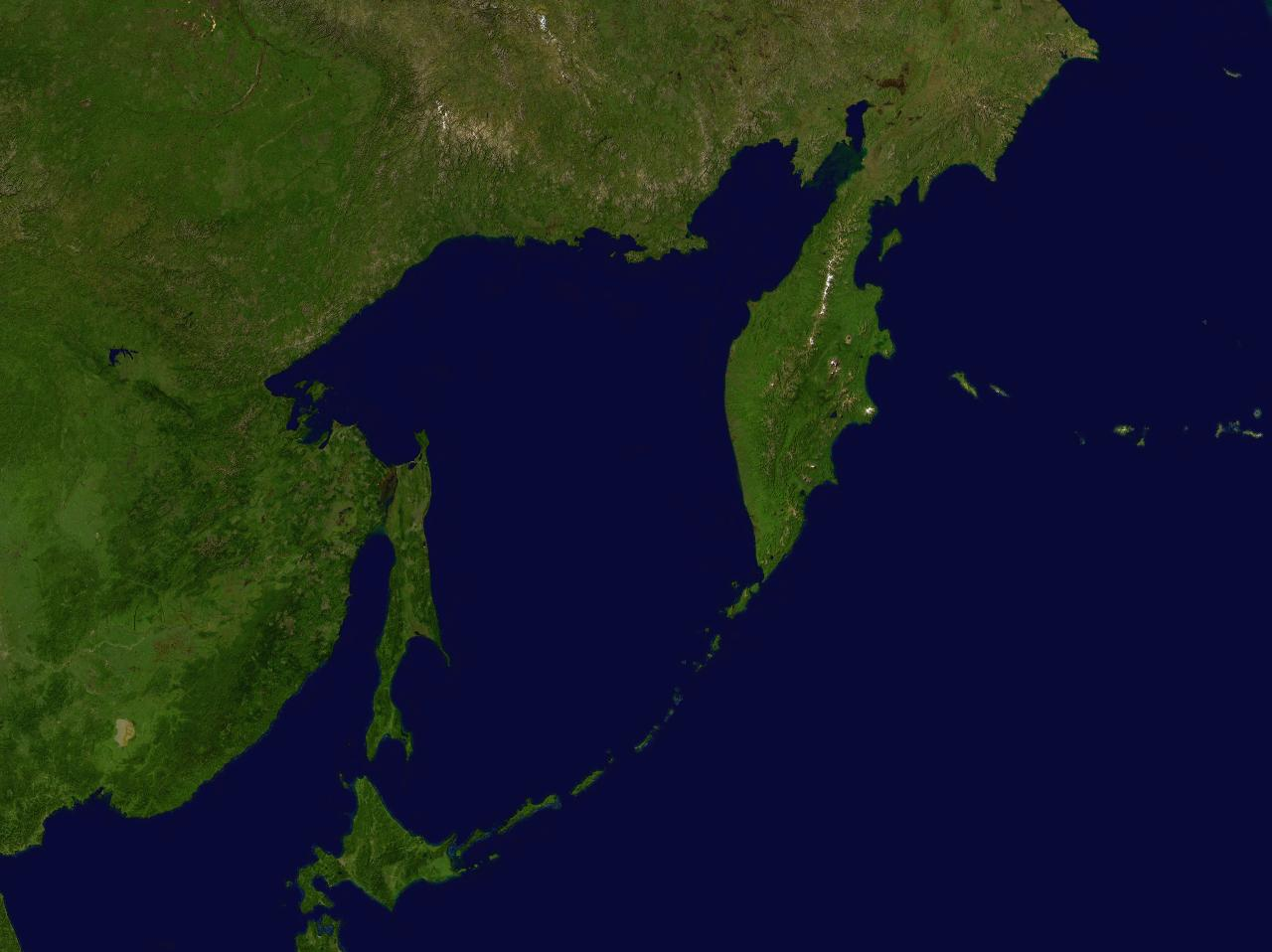
Satellitbild med Ochotska havet i centrum.

Ochotska havet är en del av Stilla havet som ligger mellan Kamtjatka, Kurilerna, Hokkaido och Sibirien. Dess yta är cirka 1,53 miljoner km² och dess största djup 3 374 meter. I genomsnitt är havet 850 till 970 meter djupt. Havet har fått sitt namn efter den ryska hamnstaden Ochotsk (ryska: Охотск) som var det första ryska samhället i fjärran östern. I Japan hette havet tidigare Hokkai (北海) som betyder Norra havet eller Nordsjön, men för att motverka förväxlingsmöjligheter med den europeiska Nordsjön ändrades namnet till Ohōtsuku-kai (オホーツク海).
Ochotska havet är känt för att det blir istäckt under några vintermånader, med undantag av den centrala delen, eller att det i alla fall bildas drivis. Isen bildas fortare då Amurflodens sötvatten minskar havets salinitet vilket i sin tur höjer vattnets fryspunkt. Vädret kännetecknas av många stormar och dimma.
I havet finns ett stort fiskbestånd, som utnyttjas av den ryska fiskindustrin.
Med undantag av den japanska ön Hokkaido är Ochotska havet på alla sidor omgivet av ryskt territorium.
Enligt ryska forskningar finns 29 ställen med fossila bränslen i havet som alla ligger vid kustlinjerna. Det uppskattas att 1,2 miljarder ton råolja och 1,5 miljarder kubikmeter naturgas är lagrad där.